# La Saulce
La Saulce ist eine französische Gemeinde im Département Hautes-Alpes in der Region Provence-Alpes-Côte d’Azur. Sie gehört zum Kanton Tallard im Arrondissement Gap.

## Geografie
Im Süden und im Südosten bildet die Durance die Grenze zu Curbans. Knapp an der Grenze zu Curbans mündet der Rousine in die Durance. Die weiteren Nachbargemeinden sind Tallard im Nordosten, Lardier-et-Valença im Westen und Fouillouse im Norden. 

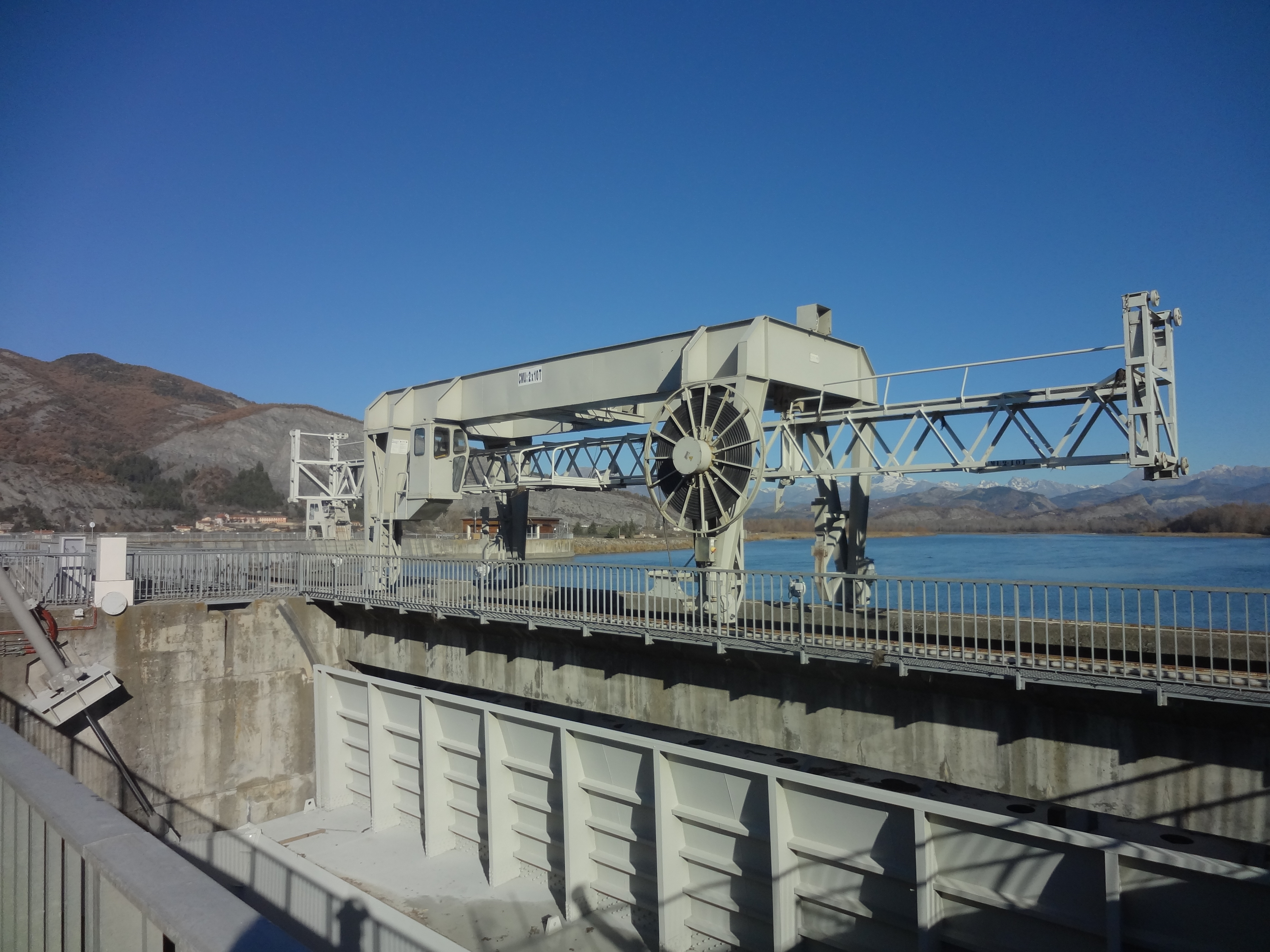
Das Stauwehr von La Saulce und Curbans
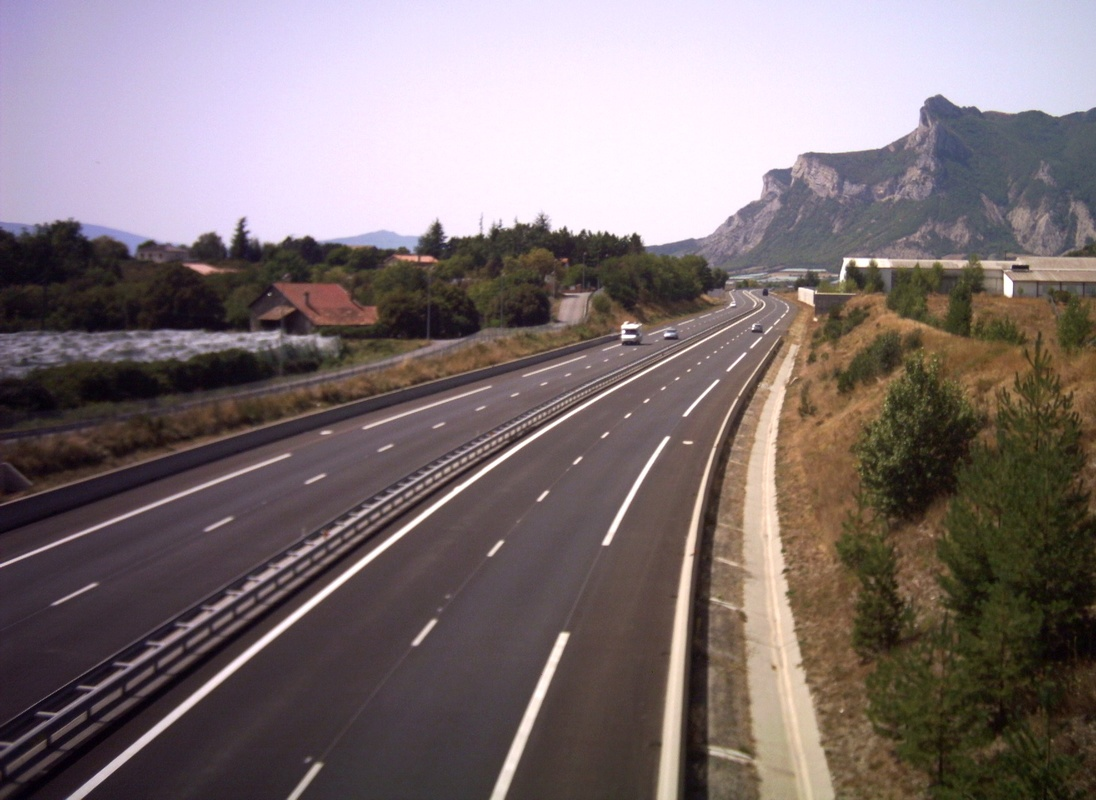
Die Autoroute A51 bei La Saulce

## Bevölkerungsentwicklung
| Jahr      | 1962 | 1968 | 1975 | 1982 | 1990 | 1999 | 2006 | 2018 |
| --------- | ---- | ---- | ---- | ---- | ---- | ---- | ---- | ---- |
| Einwohner | 567  | 565  | 688  | 638  | 632  | 905  | 1190 | 1490 |